# Arthur Herbert, 1. Earl of Torrington

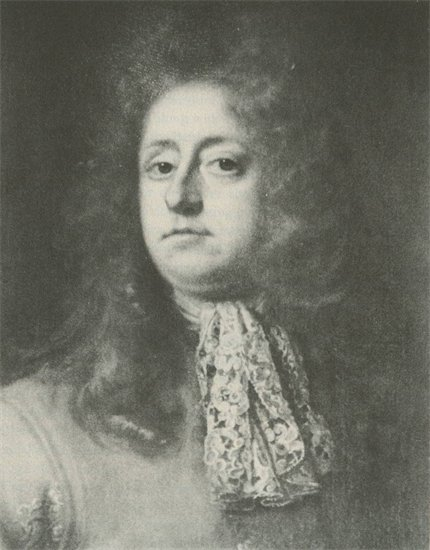
Arthur Herbert, 1. Earl of Torrington

Arthur Herbert, 1. Earl of Torrington (* 1647; † 13. April 1716) war ein englischer Admiral und Politiker.

## Familie
Er stammte aus der alten Adelsfamilie Herbert und war der dritte Sohn des Sir Edward Herbert (um 1591–1658), der während des Exils von Karl II. Lord Keeper of the Great Seal gewesen war, aus dessen Ehe mit Margaret Smith. Er selbst war zweimal verheiratet, hatte aber keine Kinder.

## Leben
Er trat 1663 in die Royal Navy ein und wurde 1666 zum Lieutenant befördert und erhielt im November desselben Jahres als Captain der Pembroke sein erstes eigenes Kommando. Er diente in den Kriegen gegen die Niederlande (1665–1667 und 1672–1674). Er kommandierte 1672 die Dreadnought in der Seeschlacht von Solebay. In der Seeschlacht vor Texel im Jahr 1673 wurde er verwundet.
Im Kampf gegen die Barbaresken-Korsaren war er 1678 im lokalen Rang eines Vizeadmirals im Mittelmeer eingesetzt und verlor bei der Kaperung eines großen algerischen Schiffes ein Auge. Von 1680 bis 1683 war er Admiral und Oberbefehlshaber einer Flotte, die 1680 aktiv bei der Verteidigung von Tanger gegen eine maurische Belagerung half und nach mehreren Erfolgen gegen den Barbareskenstaat von Algier diesem im April 1682 einen Friedensvertrag aufzwang.
Er erhielt 1683 als erster den Ehrentitel des Rear-Admiral of England sowie das Hofamt eines Master of the Robes. 1684 wurde er zu einem Mitglied des Gremiums ernannt, das das Amt des Lord High Admiral kommissarisch wahrnahm.  Von 1685 bis 1689 als Abgeordneter für das Borough Dover und 1689 für das Borough Plymouth war er Mitglied des House of Commons. Von 1686 bis 1687 war er Colonel eines Linieninfanterieregiments (des späteren 15th Regiment of Foot). Im Jahr 1688 wurde er zur Zeit von Jakob II. aus dem Flottendienst entlassen, weil er sich weigerte unter katholischen Vorgesetzten zu dienen. Er schloss sich der Opposition an. Verkleidet als einfacher Seemann ging er nach Den Haag um Wilhelm III. die Einladung nach England mit dem Ziel des Sturzes von Jakob II. zu überbringen. Als Dank kommandierte er 1688 für Wilhelm während der Glorious Revolution die Invasionsflotte. Im Jahr 1689 wurde er zum Lord High Admiral und kurze Zeit später zum Ersten Lord der Admiralität ernannt.
Er kommandierte während des Kriegs der Großen Allianz am 11. Mai 1689 die englische Flotte in der Seeschlacht vor der Bantry Bay. Trotz des französischen Sieges wurde er am 29. Mai 1689 zum Earl of Torrington und Baron Herbert of Torbay erhoben. Er wurde dadurch Mitglied des House of Lords und schied aus dem House of Commons aus. 1690 war er zeitweise Colonel eines neuaufgestellten Regiments der Royal Marines. Am 10. Juli 1690 kommandierte er als Admiral of the Fleet die verbündete englische und niederländische Flotte in der Seeschlacht von Beachy Head. Seine taktischen Überlegungen gingen nicht auf. Vorgehalten wurden ihm vor allem, die Hauptmacht nicht in den Kampf geführt zu haben. Danach wurde er angeklagt und zeitweise im Tower of London inhaftiert. Er verteidigte sein Verhalten mit dem Begriffen der strategischen Defensive und der Fleet-in-being. Er wurde zwar freigesprochen und konnte seinen Sitz im House of Lords wieder einnehmen, wurde aber später nie wieder militärisch verwandt und blieb bei Hofe in Ungnade.
Da er kinderlos blieb, erloschen seine Adelstitel bei seinem Tod 1716.